# Контемирово
Контемирово — деревня в Рузском районе Московской области России, входит в состав сельского поселения Дороховское. Население 19 человек на 2006 год. До 2006 года Контемирово входило в состав Космодемьянского сельского округа.
Деревня расположена в южной части района, в 23 километрах к юго-востоку от Рузы, у южной окраины посёлка Дорохово, на правом берегу малой речки Турица (приток Таруссы), высота центра над уровнем моря 207 м.
В 1 км от деревни находится руинированная церковь Александра Невского в Аббакумово (1894, архитектор В. П. Десятов).